# Национал-демократическая организация
Национал-демократическая организация (исп. Organización Democrática Nacionalista), ORDEN, в русскоязычном написании ОРДЕН — сальвадорская массовая военизированная организация 1960—1970-х годов. Создана по инициативе армейского командования для политической мобилизации консервативной части крестьянства. Занимала крайне правые антикоммунистические позиции, участвовала в контрповстанческих операциях, сотрудничала с эскадронами смерти.

## Создание
В начале 1960-х в Сальвадоре обострилось политическое положение. Правым военным переворотом 1960 был свергнут либерально-реформистский президент Хосе Мария Лемус. К власти пришла военная хунта, затем в 1961 — Военно-гражданская директория.
Военные власти озаботились расширением социальной базы консервативных сил. Генерал Хосе Альберто Медрано, известный ультраправыми взглядами, предложил создать массовое антикоммунистическое движение, которое «докажет крестьянам преимущества демократии и пороки коммунизма». Задача антикоммунистической пропаганды сделалась особенно актуальной на фоне кубинских событий. Не меньшее значение военные придавали другим аспектам. Массовая крестьянская организация означала разветвлённую информационно-осведомительскую сеть и позволяла сформировать милиционное ополчение в помощь армии и полиции.
Созданная в 1961 году структура — «политическая, социальная и профсоюзно-корпоративная» — получила название Национал-демократическая организация (Organización Democrática Nacionalista — ORDEN). Аббревиатура ORDEN (ОРДЕН) переводится с испанского как Порядок.

## Структура
В 1962 состоялось голосование по единственной президентской кандидатуре. Было организовано безальтернативное избрание консервативного генерала Хулио Адальберто Риверы. Командующим Национальной гвардией он назначил Хосе Альберто Медрано. Генерал Медрано активно взялся за усиление ОРДЕНа.
Руководящие позиции в организации занимали офицеры сальвадорской армии, особенно объединённой военной спецслужбы ANSESAL (Агентство национальной безопасности Сальвадора), созданной в 1965 году под руководством Медрано. Массовую базу составили зажиточные крестьяне — не имевшие особой заинтересованности в аграрной реформе и разделе крупных латифундий, зато привлечённые защитой собственности и протекционистской торговой политикой. Количество членов ОРДЕНа исчислялась десятками тысяч, временами достигая 100-тысячного показателя. Осведомительская сеть охватывала каждого пятого сальвадорца.
ОРДЕН действовал в тесной координации с армейскими подразделениями, полицией, Национальной гвардией и консервативной Партией национального примирения (PCN). Идеология ОРДЕНа основывалась на национал-консерватизме и крайнем антикоммунизме. При этом, по мере приближения гражданской войны, усиливались ультраправые тенденции. Их носителями выступали такие единомышленники генерала Медрано, как Роберто д’Обюссон.

## Действия
Первоначально ОРДЕН занимался в основном антикоммунистической и проправительственной агитацией, а также выявлением в крестьянской среде сторонников компартии и других левых организаций. Выявленным грозили аресты и внесудебные физические расправы. С середины 1960-х генерал Медрано преобразовал ОРДЕН в хорошо организованное вооружённое ополчение. Крестьяне проходили военную подготовку под командованием армейских офицеров, резервистов или отставных силовиков.
Формирования ОРДЕНа подключались к армейским контрповстанческим операциям. Структура являлась эффективным инструментом правительственного контроля над положением в деревнях. В ходе президентских выборов 1967, затем 1972 и 1977 ОРДЕН оказывал мощное давление на избирателей в пользу кандидатов PCN — Фиделя Санчеса Эрнандеса, Артуро Армандо Молины, Карлоса Умберто Ромеро. При правлении Санчеса Эрнандеса ОРДЕН возглавлял лично президент.
В 1970-х ОРДЕН стал оперативным партнёром и кадровым резервом эскадронов смерти, включая Союз белых воинов майора д’Обюссона. Боевики ОРДЕНа обвинялись в произвольных арестах, пытках и убийствах. Такие факты отмечались в специальных докладах Amnesty International, комиссии ОАГ и Госдепартамента США. Деятельность ОРДЕНа была известна в СССР и обличалась как «террор фашиствующей контрреволюции». В то же время, по имеющейся статистике — например, за первое полугодие 1977 — совершённые ими убийства составляли сравнительно небольшую часть (в тех случаях, где удалось установить ответственность): около 4 % против примерно 35 % за Национальной гвардией, 15 % за полицией и 14 % за «Союзом белых воинов».

## Война
15 октября 1979 военный переворот отстранил от власти президента Карлоса Умберто Ромеро. К власти пришла Революционная правительственная хунта с реформистской программой. Месяц спустя был издан указ о роспуске Национал-демократической организации — за многочисленные нарушения прав человека.
Однако, несмотря на формальный политический запрет, армейское командование фактически сохраняло структуру ОРДЕНа. На её базе производилось организационное развёртывание Национального широкого фронта (FAN), созданного майором д’Обюссоном. На первом этапе гражданской войны боевики ОРДЕНа активно привлекались к вооружённой борьбе с марксистскими повстанцами ФНОФМ и к репрессиям в сельской местности. Широкую известность приобрела резня на Рио-Сумпуль 14 мая 1980, когда члены ОРДЕНа вместе с военными участвовали в убийстве около 600 человек.
Во время гражданской войны ОРДЕН постепенно влился в партию Националистический республиканский альянс (АРЕНА). Хосе Альберто Медрано в 1985 был убит в перестрелке с партизанами. Роберто д’Обюссон являлся основателем АРЕНА и лидером ультраправых сил Сальвадора.